# Volta a Portugal 2014
La Volta a Portugal 2014, 76a edició de la Volta a Portugal, es disputà entre el 30 de juliol i el 10 d'agost de 2014 sobre un recorregut de 1.613,4 km repartits entre un pròleg inicial i deu etapes. L'inici de la cursa va tenir lloc a Fafe, mentre el final fou a Lisboa. La cursa formava part del calendari de l'UCI Europa Tour 2014, amb una categoria 2.1.
El vencedor final fou l'espanyol Gustavo César Veloso (OFM-Quinta da Lixa), que aconseguí el liderat a la fi de la tercera etapa. Amb la victòria en la contrarellotge individual de la 9a etapa s'assegurà la victòria final. El portuguès Rui Sousa (Radio Popular-Onda) acabà segon i l'espanyol Delio Fernández (OFM-Quinta da Lixa) tercer. En les altres classificacions Davide Vigano (Caja Rural-Seguros RGA) guanyà la classificació per punts, António Carvalho (LA Alumínios-Antarte) la de la muntanya i David Rodrigues (Portugal) la dels joves. El OFM-Quinta da Lixa fou el millor equip.

## Equips
L'organització convidà a prendre part en la cursa a un equip continental professional, catorze equips continentals i un equip nacional:
equips continentals professionalsCaja Rural-Seguros RGA
equips continentals4-72-Colombia, Christina Watches-Kuma, Team Stölting, Team Stuttgart, Team Ecuador, Team Ukyo, Efapel-Glassdrive, Banco BIC-Carmim, LA Aluminios-Antarte, Louletano-Dunas Douradas, OFM-Quinta da Lixa, Rádio Popular-ONDA, Lokosphinx, Burgos-BH
equips nacionalsPortugal

## Etapes
| Etapa | Data         | Recorregut                    |                           | Km    | Vencedor d'etapa             | Líder de la general        | Ref.   |
| ----- | ------------ | ----------------------------- | ------------------------- | ----- | ---------------------------- | -------------------------- | ------ |
| Pr.   | 30 de juliol | Fafe - Fafe                   | contrarellotge individual | 6,8   | Víctor de la Parte (ESP)     | Víctor de la Parte (ESP)   | [ 2 ]  |
| 1a    | 31 de juliol | Lousada - Maia                | Etapa plana               | 183,5 | Phil Bauhaus (GER)           | Víctor de la Parte (ESP)   | [ 3 ]  |
| 2a    | 1 d'agost    | Gondomar - Braga              | Etapa de mitja muntanya   | 171,8 | Davide Vigano (ITA)          | Víctor de la Parte (ESP)   | [ 4 ]  |
| 3a    | 2 d'agost    | Viana do Castelo - Montalegre | Etapa de muntanya         | 180   | David Belda (ESP)            | Gustavo César Veloso (ESP) | [ 5 ]  |
| 4a    | 3 d'agost    | Boticas - Mondim de Basto     | Etapa de muntanya         | 192,5 | Edgar Pinto (POR)            | Gustavo César Veloso (ESP) | [ 6 ]  |
| 5a    | 4 d'agost    | Alvarenga - Santo Tirso       | Etapa de mitja muntanya   | 161,3 | David Belda (ESP)            | Gustavo César Veloso (ESP) | [ 7 ]  |
| 6a    | 5 d'agost    | Oliveira do Bairro - Viseu    | Etapa plana               | 155   | Phil Bauhaus (GER)           | Gustavo César Veloso (ESP) | [ 8 ]  |
| 7a    | 7 d'agost    | Belmonte - Alto da Torre      | Etapa de muntanya         | 172,5 | Rui Sousa (POR)              | Gustavo César Veloso (ESP) | [ 9 ]  |
| 8a    | 8 d'agost    | Sabugal - Castelo Branco      | Etapa plana               | 194   | Sergei Shilov (RUS)          | Gustavo César Veloso (ESP) | [ 10 ] |
| 9a    | 9 d'agost    | Oleiros - Sertã               | contrarellotge individual | 28,9  | Gustavo César Veloso (ESP)   | Gustavo César Veloso (ESP) | [ 11 ] |
| 10a   | 10 d'agost   | Burinhosa - Lisboa            | Etapa plana               | 167,1 | Manuel Antonio Cardoso (POR) | Gustavo César Veloso (ESP) | [ 12 ] |

## Classificació final
| Pos. | Ciclista                   | Equip                    | Temps       |
| ---- | -------------------------- | ------------------------ | ----------- |
| 1    | Gustavo César Veloso (ESP) | OFM-Quinta da Lixa       | 42h 40' 23" |
| 2    | Rui Sousa (POR)            | Radio Popular-Onda       | + 1' 45"    |
| 3    | Delio Fernández (ESP)      | OFM-Quinta da Lixa       | + 2' 38"    |
| 4    | Joni Brandão (POR)         | Efapel-Glassdrive        | + 2' 54"    |
| 5    | Edgar Pinto (POR)          | LA Aluminios-Antarte     | + 3' 10"    |
| 6    | Ricardo Vilela (POR)       | OFM-Quinta da Lixa       | + 4' 38"    |
| 7    | Víctor de la Parte (ESP)   | Efapel-Glassdrive        | + 5' 15"    |
| 8    | Virgilio Santos (POR)      | Radio Popular-Onda       | + 6' 42"    |
| 9    | Amaro Antunes (POR)        | Banco BIC-Carmim         | + 7' 04"    |
| 10   | Sandro Pinto (POR)         | Louletano-Dunas Douradas | + 7' 08"    |

## Evolució de les classificacions
| Etapa               | Vencedor               | Classificació general | Classificació per punts | Classificació de la muntanya | Classificació dels joves | Classificació per equips |
| ------------------- | ---------------------- | --------------------- | ----------------------- | ---------------------------- | ------------------------ | ------------------------ |
| Pr.                 | Víctor de la Parte     | Víctor de la Parte    | no entregat             | no entregat                  | Rubén Fernández          | Efapel-Glassdrive        |
| 1a                  | Phil Bauhaus           | Víctor de la Parte    | Phil Bauhaus            | Pablo Torres                 | Rubén Fernández          | Efapel-Glassdrive        |
| 2a                  | Davide Vigano          | Víctor de la Parte    | Davide Vigano           | Antonio Carvalho             | Rubén Fernández          | Efapel-Glassdrive        |
| 3a                  | David Belda            | Gustavo César Veloso  | Davide Vigano           | Antonio Carvalho             | Rubén Fernández          | Efapel-Glassdrive        |
| 4a                  | Edgar Pinto            | Gustavo César Veloso  | Davide Vigano           | Antonio Carvalho             | Rubén Fernández          | OFM-Quinta da Lixa       |
| 5a                  | David Belda            | Gustavo César Veloso  | David Belda             | Antonio Carvalho             | Rubén Fernández          | OFM-Quinta da Lixa       |
| 6a                  | Phil Bauhaus           | Gustavo César Veloso  | Davide Viganò           | Antonio Carvalho             | Rubén Fernández          | OFM-Quinta da Lixa       |
| 7a                  | Rui Sousa              | Gustavo César Veloso  | Davide Viganò           | Antonio Carvalho             | Heiner Parra             | OFM-Quinta da Lixa       |
| 8a                  | Sergey Shilov          | Gustavo César Veloso  | Davide Viganò           | Antonio Carvalho             | Heiner Parra             | OFM-Quinta da Lixa       |
| 9a                  | Gustavo César Veloso   | Gustavo César Veloso  | Gustavo César Veloso    | Antonio Carvalho             | David Rodrigues          | OFM-Quinta da Lixa       |
| 10a                 | Manuel Antonio Cardoso | Gustavo César Veloso  | Davide Viganò           | Antonio Carvalho             | David Rodrigues          | OFM-Quinta da Lixa       |
| Classificació final | Classificació final    | Gustavo César Veloso  | Davide Viganò           | Antonio Carvalho             | David Rodrigues          | OFM-Quinta da Lixa       |